# Die Tür ist zu
Die Tür ist zu – album kompilacyjny amerykańskiego zespołu Swans, wydany w 1996 tylko na rynku niemieckim przez Rough Trade Records.
Utrzymany w ambientowo-post-rockowym stylu Die Tür ist zu jest swego rodzaju wstępem do wydanego w tym samym roku studyjno-koncertowego Soundtracks for the Blind, gdyż większość kompozycji (nagrywanych w 1995) znalazła się w zmienionych wersjach również na tym albumie. Autorem większości utworów jest Michael Gira (autorami „YRP” są Michael Gira, Norman Westberg, Harry Crosby i Roli Mosimann).

## Lista utworów
Wersja CD:
| Nr | Tytuł utworu                         | Długość |
| -- | ------------------------------------ | ------- |
| 1. | „Ligeti's Breath / Hilflos Kind”     | 22:16   |
| 2. | „Ich Sehe Die Alle in Einer Reihe”   | 4:47    |
| 3. | „Surrogate Drones”                   | 2:56    |
| 4. | „YRP”                                | 8:51    |
| 5. | „You Know Everything” (Reprise 1991) | 4:26    |
| 6. | „M/F”                                | 3:52    |
| 7. | „Soundsection”                       | 7:56    |
|    |                                      | 55:04   |

- „Hilflos Kind” jest niemieckojęzyczną wersją utworu „Helpless Child” z albumu Soundtracks for the Blind,
- „Ich Sehe Die Alle in Einer Reihe” jest niemieckojęzyczną wersją utworu „All Lined Up” z albumu Soundtracks for the Blind, pierwotna wersja tego utworu znalazła się na solowym albumie Michaela Giry Drainland z 1995 r.,
- „YRP” jest koncertową wersją utworu „Your Property” z albumu Cop,
- „You Know Everything” został nagrany na sesjach z lat 1990–1991, utwór umieszczony był wcześniej na singlu Celebrity Lifestyle / Mother/Father, później znalazł się również na kompilacji Various Failures oraz na reedycji White Light from the Mouth of Infinity / Love of Life (Deluxe Edition),
- „M/F” jest akustyczną wersją utworu „Mother/Father” z albumu The Great Annihilator, utwór został nagrany na sesji dla radia VPRO w 1994,
- „Soundsection” jest koncertową wersją utworu „The Sound” z albumu Soundtracks for the Blind.

## Twórcy
- Michael Gira – śpiew, gitara elektryczna, gitara akustyczna, sample, dźwięki, pętle dźwiękowe, tekst, produkcja
- Jarboe – śpiew, instrumenty klawiszowe, dźwięki, pętle dźwiękowe
- Vudi – gitara elektryczna, gitara akustyczna
- Joe Goldring – gitara elektryczna, gitara basowa
- Larry Mullins – perkusja, wibrafon
- Larry Seven – kontrabas

## Reedycje
W 2018 nakładem Young God Records i Mute Records album został wydany ponownie jako część trzypłytowej reedycji pod tytułem Soundtracks for the Blind / Die Tür ist zu. W tym samym czasie ukazała się również dwupłytowa winylowa reedycja albumu.